# Geta Brătescu
Geta Brătescu, née Georgeta Ana Comanescu le 4 mai 1926 à Ploiești et morte le 19 septembre 2018 à Bucarest, est une artiste roumaine. Elle est une pionnière de l'art conceptuel en Roumanie.

## Biographie
En 1945, elle suit les cours à l’Université de Bucarest et à l'école des beaux-arts. Elle en est exclue en 1949. Dans les années 1950, elle illustre des livres pour enfants. À partir de 1970, elle expérimente la photographie. Face à la répression du régime politique, Geta Brătescu travaille comme illustratrice et graphiste pour un journal culturel.
En 1978, elle réalise The Studio une performance filmée par Ion Grigorescu. Elle dessine des objets, qu’elle mesure avec son corps. S'enferment dans un atelier qu'elle loue, elle crée un monde interrogeant  la destinée humaine, la place des femmes, l’éthique et la maternité.
Dans son œuvre, Geta Brătescu utilise divers media : films, happenings, tapisseries, gravures, collages, objets et textes. Elle réalise des collages avec des emballages de chocolats, des vieux vêtements, des bâtons de crème glacée, de vieux journaux, des morceaux de papier toilette, des cartons de cigarettes vides.
En 2016, une rétrospective de son travail est présentée à la Kunsthalle de Hambourg, pour ses 90 ans. Elle fait partie des artistes femmes qui sont reconnues tardivement comme Louise Bourgeois, Eva Hesse.
En 2017, Geta Bratescu représente la Roumanie à la biennale de Venise. En janvier 2018, elle est élevée au rang d'officière de la présidence roumaine et reçoit le titre « Étoile de la Roumanie ».

## Expositions
- Biennale de Venise 1960

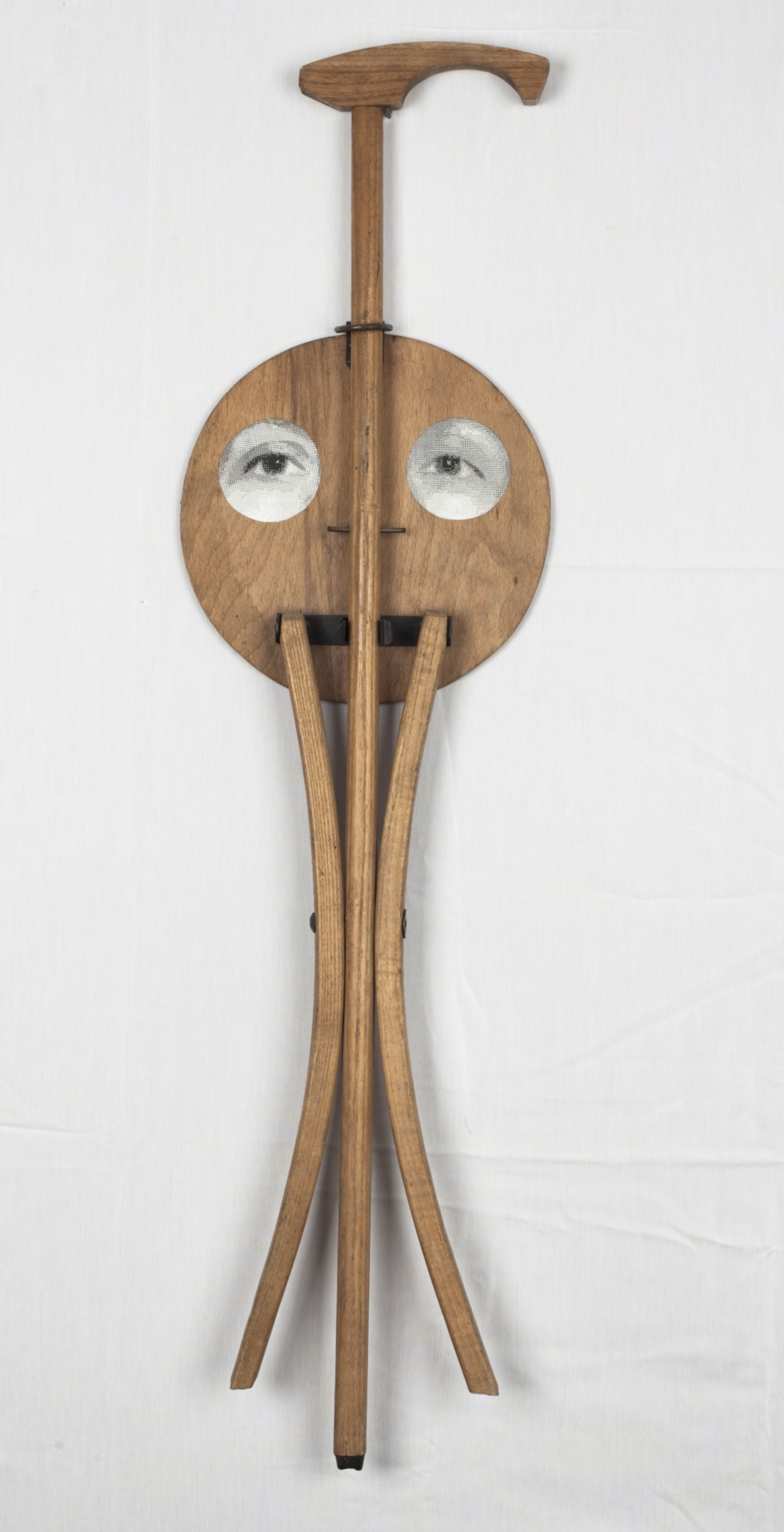
Geta Brătescu, Voyageur, 1970.

- Musée national d'art de Roumanie, 1999 : rétrospective
- Biennale de Venise 2013 : The Encyclopedic Palace[6]
- Kunsthalle de Hambourg, 2015 : rétrospective[4]
- Tate Liverpool, 2015 : Geta Brătescu[7]
- Camden Arts Centre, 2017 : Geta Brătescu: The Studio: A Tireless, Ongoing Space[8],[9]
- Biennale de Venise, 2017 : Geta Brătescu — Appearances[10]
- Musée des beaux-arts de Gand, 2017 : Un atelier à soi[3],[11]